# شهرک نواباد
شَهرَک نَواباد (ناحیه ششم شهر غزنی) در قسمت شمال‌غرب شهر غزنی واقع شده و شامل مناطق نوآباد، قلعه شهاده، بکاول و مغلان می‌شود، بیش از نیمی از جمعیت شهر غزنی را تشکیل می‌دهد. برآوردها نشان می‌دهد که بیش از ۱۰٬۰۰۰ خانواده در این شهرک سکونت دارند، شهرک نوآباد در دهه‌های اخیر با مهاجرت مردمان هزاره از ولسوالی‌هایی چون ناور، جاغوری، مالستان، قره‌باغ و ولایت‌های دایکندی، بامیان، میدان وردک، غور، ارزگان و… توسعه یافته است.

## مشکلات خدمات شهری
با وجود جمعیت قابل توجه، نوآباد هنوز در پلان شهری غزنی گنجانده نشده است. این امر باعث شده تا ساکنان از ابتدایی‌ترین خدمات شهری مانند آسفالت جاده‌ها، سیستم فاضلاب و مراکز بهداشتی محروم باشند. برای مثال، جادهٔ اصلی این منطقه با وجود وعده‌های مکرر مسئولان، هنوز آسفالت نشده است.

## وضعیت آموزشی
در بخش آموزش، لیسهٔ البیرونی، لیسه قلعه شهاده، تنها مکتب دولتی در نوآباد است که به دلیل کمبود فضا، دانش‌آموزان مجبورند در راهروها و زیر راه‌پله‌ها درس بخوانند. با وجود بیش از ۱۱٬۰۰۰ دانش‌آموز، این مکاتب فاقد امکانات مناسب است.

## چالش‌های امنیتی
نوآباد در سال‌های اخیر شاهد حملات مکرر گروه طالبان بوده است. برای نمونه، در سال ۱۳۹۹، این منطقه هدف حملات هاوان قرار گرفت که منجر به زخمی شدن یک غیرنظامی و آسیب به خانه‌های مسکونی شد.

## مسائل حقوقی و مالکیت زمین
در خرداد ۱۴۰۳، طالبان اسناد مالکیت خانه‌های ساکنان هزاره‌نشین نوآباد را غیرمعتبر اعلام کرده و دستور تخلیهٔ منازل را صادر کردند. این اقدام باعث نگرانی شدید ساکنان شده است، زیرا بسیاری از آن‌ها زمین‌های خود را به‌صورت قانونی خریداری کرده‌اند.

## آلبوم عکس

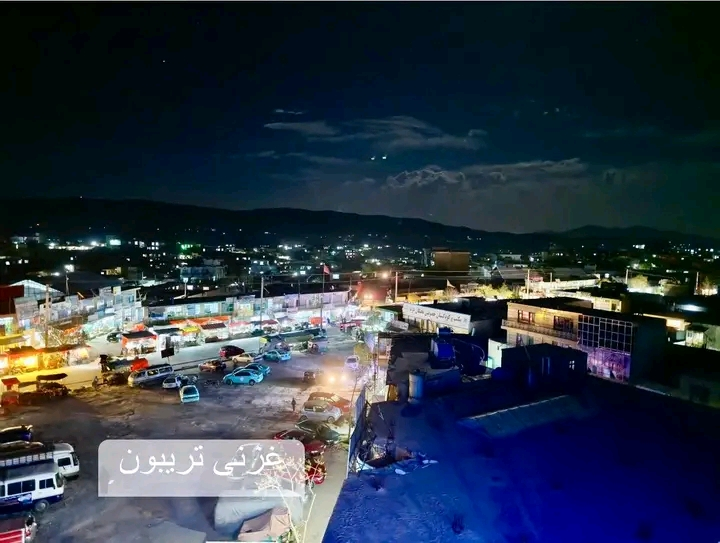
شهرک نواباد در شب

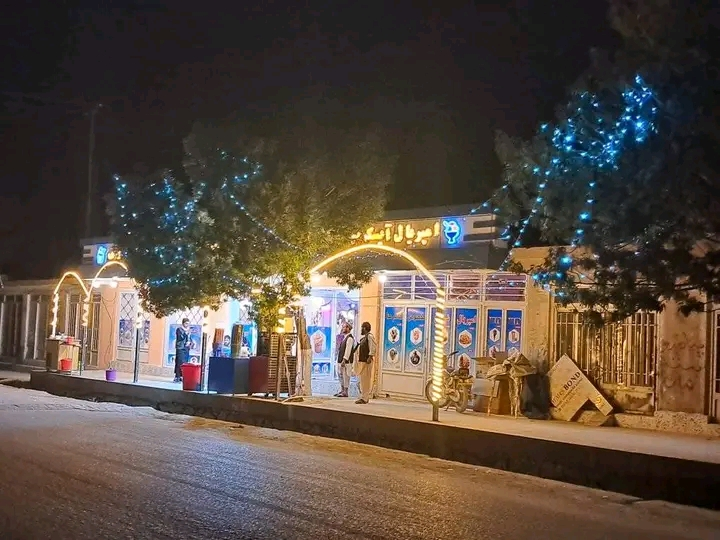
عکس یک دکان در نواباد

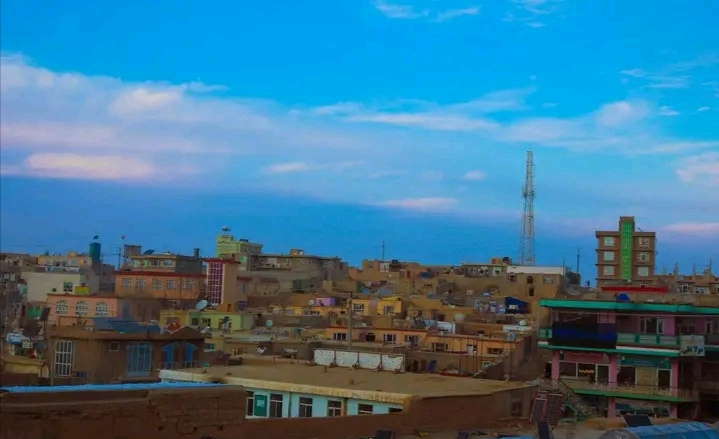
یک ساحه نواباد